# Methylsulfonylmethan
Methylsulfonylmethan (MSM; dimethylsulfon) je organická sloučenina síry používaná v doplňcích stravy určených na potíže s klouby.

## Název
Název methylsulfonylmethan je poněkud zavádějící, protože může svádět k nakreslení chemického vzorce odlišné sloučeniny (CH3-SO2-O-CH3, methyl-methansulfonát). Název byl vymyšlen tak, aby se původní a přesnější název dimethylsulfon (DMSO2) nepletl s označením jeho prekurzoru dimethylsulfoxidu (DMSO).[zdroj?] Dle nejnovějšího chemického názvosloví je preferovaný počeštěný IUPAC název podobný: (methansulfonyl)methan. Ve veterinární medicíně byl původně používán DMSO, který se však vyznačuje nepříjemným česnekovým zápachem a dráždivostí. Proto byl ke komerčnímu využití zaveden jeho chemicky stabilní metabolit DMSO2, který je prostý zápachu a nedráždí. Jeho proklamované účinky vytvářejí velmi široké spektrum. Skutečné účinky však zůstávají dosud vědecky nepotvrzeny a látku provází stále mnoho nezodpovězených otázek.

## Zapojení MSM do koloběhusíryv přírodě
MSM vzniká spontánně v zemské atmosféře. Některé mořské řasy a bakterie produkují jako degradační produkt thiosloučenin dimethylsulfid (DMS). Tato prchavá látka uniká do atmosféry, kde tvoří 50-60 % celkového koloběhu síry na Zemi. Účinkem ultrafialového záření se samovolně oxiduje na DMSO, a ten dále až na chemicky stabilní DMSO2 (MSM). Zmíněné látky obsahující síru mají velký význam pro udržování tepelné bilance zemské atmosféry.
CH3-S-CH3 + ½ O2 → CH3-SO-CH3 + ½ O2 → CH3-SO2-CH3
MSM je snadno rozpustný ve vodě. V podobě dešťových přeháněk se dostává do půdy i do vody, tím pádem i do potravního řetězce, což může vysvětlovat všudypřítomnost malého množství této látky ve všech živých organismech včetně lidského.

## MSM jako zdroj organicky vázané síry
O MSM se často hovoří jako o zdroji biologicky vázané síry. Dosud však bylo dokázáno, že DMS, DMSO a DMSO2 umějí nutričně využívat pouze některé půdní a střevní bakterie. Ostatní organismy pravděpodobně přijímají i vylučují MSM v nezměněné chemické podobě.
Zmíněné bakterie umějí enzymaticky demethylovat MSM na kyselinu methylsulfonovou (MSA, CH3SO3H), a tu pak dále na anorganický hydrogensiřičitan (hydrogensulfit, HSO3−) a síran (sulfát, SO42−). Právě tato anorganická forma je jakousi ústřední křižovatkou v metabolismu síry.
Ze sulfátu autotrofní organismy (rostliny, mikroorganismy) syntetizují methionin, aminokyselinu obsahující síru, která je pro živočichy esenciální, tj. musejí ji přijímat v potravě, neboť ji nedokáží syntetizovat sami. Methionin pak organismy využívají pro syntézu dalších sloučenin obsahujících síru v podobě –SH (thioly), –S– (sulfidy) a –S–S– (disulfidy). Konečným produktem degradace těchto sirných sloučenin je pak opět sulfát.
V jedné experimentální studii byl MSM značený radioaktivním izotopem 35S podáván morčatům. Méně než 1 % podané radioaktivní síry bylo nalezeno v plazmatických bílkovinách v aminokyselinách methioninu a cysteinu, kam pravděpodobně byla inkorporována výše popsanou činností střevních mikroorganismů. Z organismu se MSM vylučuje v nezměněné podobě močí.
Sulfát je rovněž výchozím substrátem při syntéze sulfatovaných sloučenin (jako je např. heparin, chondroitin sulfát atd.). Nejprve je s využitím ATP vytvořen 3’-fosfoadenosin-5’-fosfosulfát (PAPS). Toto je tzv. „aktivovaný sulfát“, který za pomoci specifických enzymů vnáší sulfátovou skupinu do organických sloučenin, které obsahují hydroxylovou skupinu –OH.
SO42− + 2 ATP → PAPS + ADP + PPi
PAPS + R-OH → PAP + R-O-SO3−
Zdrojem síry pro lidský organismus je tedy především anorganický sulfát a aminokyseliny obsahující síru (nejčastěji ve formě bílkovin). Nedostatečný příjem síry v izolované podobě nebyl u lidí nikdy popsán. Vyskytuje se vždy jako součást celkové malnutrice (podvýživy). U osob normálně živených není suplementace sírou nutná.

## Účinky MSM
Komerční prezentace výrobců přípravků obsahujících MSM přisuzují této látce celou řadu příznivých účinků na lidský organismus, o kterých neexistuje dostatek klinických údajů, které by tyto účinky spolehlivě potvrdily.
V prvé řadě jsou účinky protizánětlivé, kvůli nimž je MSM doporučován při onemocněních kloubů (osteoartróza, revmatoidní artritida), alergiích, bolestech svalů a jiných. Dosti často je MSM zahrnován mezi SYSADOA (symptomaticky pomalu působící léky při osteoartróze), ačkoliv tato účinnost nebyla dosud dostatečně prokázána klinickými studiemi (určité práce existují, jejich výsledky by však měly být potvrzeny podrobnějším výzkumem) a revmatologickými organizacemi není tato látka uznávána. Podle dosud známých klinických studií je možné, že mírně tlumí bolestivost a otoky kloubů při osteoartróze, neovlivňuje však ztuhlost kloubů.
V zahraničí se též ve formě spreje používá proti chrápání.

## Bezpečnost,toxicita, nežádoucí účinky
MSM je výrobci prezentován jako velmi bezpečná, netoxická látka bez nežádoucích účinků. Není nám známo, zda užívání MSM způsobilo někomu zdravotní újmu. Tolerance látky je velmi dobrá. Pokud není organismus na MSM zvyklý, může při vyšší dávce vyvolat průjem.